# Jardín del Diablo

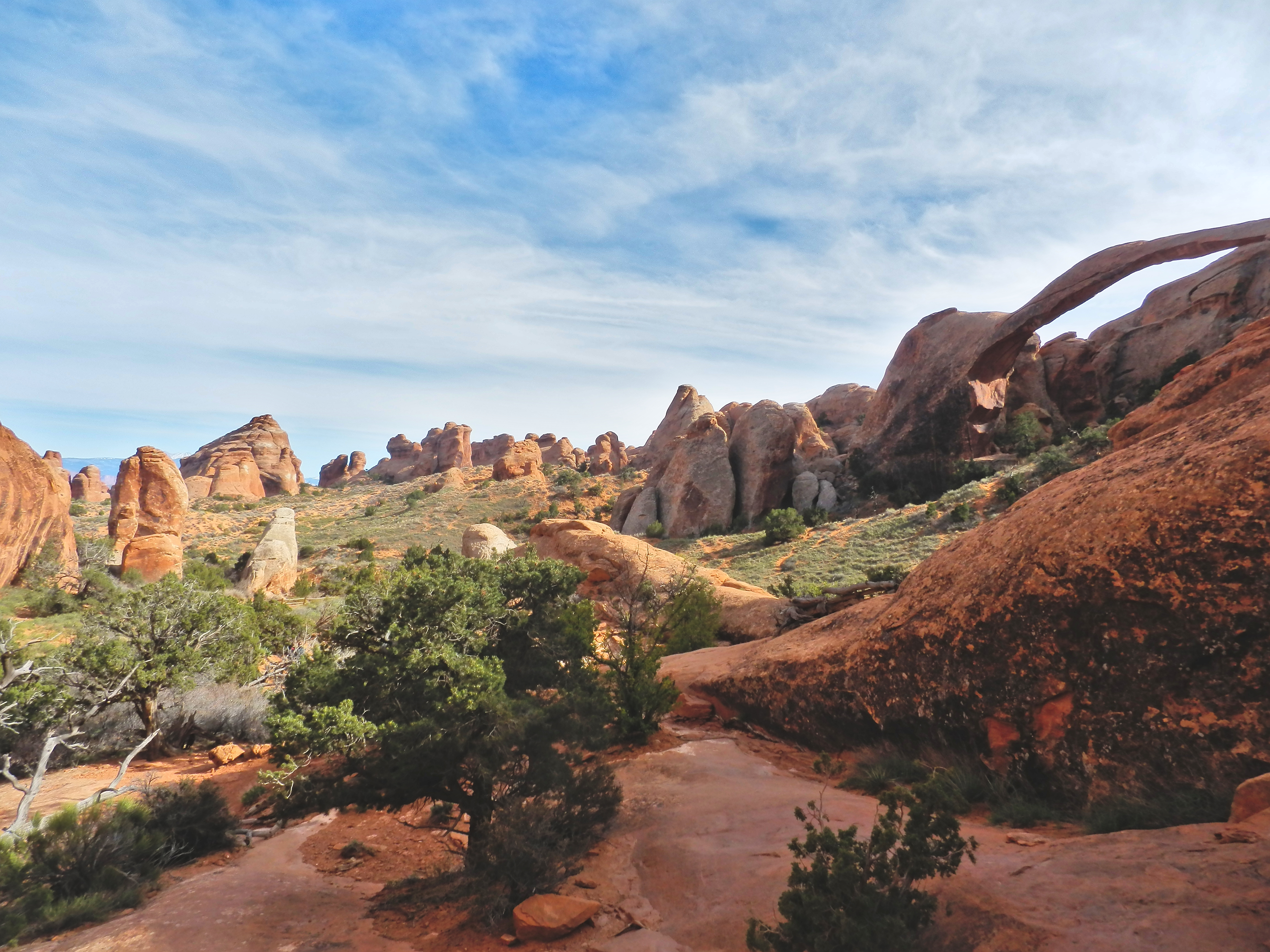

El Jardín del Diablo es un área del Parque nacional de los Arcos, ubicado cerca de la ciudad de Moab en el estado de Utah, Estados Unidos. Se trata de un grupo de rocas que se ha ido erosionando produciendo vistas espectaculares. El sendero del Jardín del Diablo que pasa a través del jardín homónimo se encuentra a unos 11 km y lleva al Arco del Túnel, Arco del árbol de Pino, Arcon Partición, Arco Navajo, etc.